# Euomphaloidea
De Euomphaloidea zijn een superfamilie van uitgestorven weekdieren uit de klasse van de Gastropoda (slakken).

## Families
- † Euomphalidae White, 1877
- † Helicotomidae Wenz, 1938
- † Lesueurillidae P. J. Wagner, 2002
- † Omphalocirridae Wenz, 1938
- † Omphalotrochidae Knight, 1945